# Empoasca tabaci
Empoasca tabaci är en insektsart som beskrevs av Singh-pruthi 1940. Empoasca tabaci ingår i släktet Empoasca och familjen dvärgstritar. Inga underarter finns listade i Catalogue of Life.